# SAI S.S.4
Le S.S.4 est un chasseur expérimental dessiné par l’ingénieur Sergio Stefanutti qui a volé en 1937. C'était un appareil de conception originale, très en avance sur son époque. 

## Formule canard
Le S.S.4 était l’aboutissement d’un travail sur la formule canard qui avait commencé par la réalisation du moto-planeur SAI S.S.2 en 1935 et s’était poursuivi en 1937 par le chasseur tactique SAI S.S.3 Anitra. C'était un monoplan métallique à aile basse cantilever et train tricycle entièrement escamotable. Le fuselage était réalisé autour de deux poutres longitudinales supportant à l’avant le stabilisateur, au centre une voilure bilongeron et à l’arrière le moteur, un 12 cylindres  Isotta Fraschini Asso XI R.C.40 de 960 ch entraînant une hélice tripale à pas variable. La gouverne de profondeur était à fente et deux dérives largement dimensionnées étaient montées à mi-envergure. L’armement prévu, situé à l’avant du fuselage, comprenait 1 canon de 30 mm dans l’axe et 2 canons de 20 mm. 

## Une carrière éclair
Le prototype [MM.387] effectua son premier vol à Castiglione del Lago le 7 mars 1937, piloté par Ambrogio Colombo. Satisfait du comportement de l’avion, le pilote demanda à effectuer un second vol le lendemain. Mais, ce 8 mars 1937, connaissant des difficultés, il tenta de revenir d’urgence sur le terrain pour se poser. À l’atterrissage, le prototype sortit de piste et finit sa course contre une rangée d’arbres. Sous le choc, le bloc moteur fut projeté en avant, tuant le malheureux pilote. L’enquête montrera que l’aileron droit avait été mal monté, provoquant des vibrations conduisant à son arrachement. L’avion n’était donc pas en cause, mais le Ministero dell'Aeronautica préféra abandonner le projet.